# Athīenou
Athīenou (in greco Αθηένου?) è un comune di Cipro nel distretto di Larnaca di 5 017 abitanti (dati 2011).
È situato all'interno della Linea Verde, un'area cuscinetto tra Cipro e la Repubblica Turca di Cipro del Nord controllata dalle Nazioni Unite.
Nei pressi di Athīenou sorgeva in epoca antica la città di Golgi, con un tempio di Afrodite molto noto all'epoca, citato anche da Catullo nei carmi 36 e 64. Dell'edificio sono stati ritrovati alcuni resti.

## Origine del nome
Si suppone che il nome del comune derivi da "Atta" (Greco: Αττα) o "Atha" (Greek: Αθθα), che significa grande roccia a causa della formazione del territorio circostante. Altre ipotesi fanno derivare il nome da Atene, probabilmente pensando ai primi coloni che arrivarono dalla città greca. Infine una terza ipotesi fa derivare il nome da Etienne, una nobile Lusignano. Gli abitanti chiamarono il paese "Il luogo di Etienne" (Greco: "Στου Ετιένου", Stou Etienou), cambiato successivamente in Athīenou.